# Palacio de Mannheim
El Palacio de Mannheim fue construido en Mannheim durante el reinado de los príncipes electores Carlos III Felipe de Neoburgo y Carlos Teodoro del Palatinado entre 1720 y 1760 y fue la residencia de los Príncipes electores del Palatinado desde 1720 hasta 1777, quienes vivían aquí la mayor parte del año, excepto los meses de verano que pasaban en el Palacio de Schwetzingen.
Este palacio de estilo barroco consta de un edificio central y varias alas, que incluyen asimismo una iglesia y una biblioteca. Las largas fachadas son de tres pisos y los pabellones de cuatro. El edificio principal y el pabellón central tienen un piso más. Por su longitud total de 450 m y una superficie de seis hectáreas figura entre los mayores palacios de Europa, siendo el segundo complejo arquitectónico barroco después del Palacio de Versalles. Durante la construcción se prestó atención a que tuviera una ventana más que el de Versalles, queriendo expresar así la posición destacada que ocupaban entonces los soberanos. Del palacio parten los llamados "cuadrados", que dividen en manzanas rectangulares el centro de la ciudad de Mannheim.
- Datos: Q574723
- Multimedia: Schloss Mannheim / Q574723